# Dodge Dynasty
De Dodge Dynasty was een middenklasser van het Amerikaanse automerk Dodge die tussen 1987 en 1993 werd verkocht.

## Geschiedenis
De Dynasty verving de Dodge Diplomat toen hij in 1987 werd geïntroduceerd werd voor modeljaar 1988. Hij verscheen samen met zijn zustermodel, de Chrysler New Yorker, op het Chrysler C-platform. In Canada werd de auto verkocht onder de naam Chrysler Dynasty. Alle Dynasty's werden gebouwd in Chryslers Belvidere Assembly-fabriek. Het model had conservatieve hoekige lijnen. Ondanks de veel aerodynamischer gelijnde concurrentie van onder andere de Ford Taurus kende de Dynasty toch een redelijk succes. Op 28 mei 1993 werd de productie stilgelegd. De fabriek in Belvedere werd daarop klaargemaakt voor de Neon. De Dynasty zelf werd opgevolgd door de Dodge Intrepid.

## Technisch
Initieel was de Dynasty te verkrijgen met twee motoren: een 2,5 liter 4-in-lijnmotor en de standaard drieliter V6 van Mitsubishi. Beide waren gekoppeld aan een automatische drieversnellingsbak. In 1990 werd ook een 3,3 liter V6 van Chrysler zelf beschikbaar. Die was gekoppeld aan Chryslers nieuwe automaat met vier versnellingen.

## Productie
- 1988: 55.550
- 1989: 115.623
- 1990: 94.683
- 1991: 112.438
- 1992: 85.238
- 1993: 58.402
- Totaal: 521.934